# Martin Pietzsch
Carl Richard Martin Pietzsch (* 16. Januar 1866 in Blasewitz bei Dresden; † 5. Februar 1961 in Dresden) war ein deutscher Architekt.

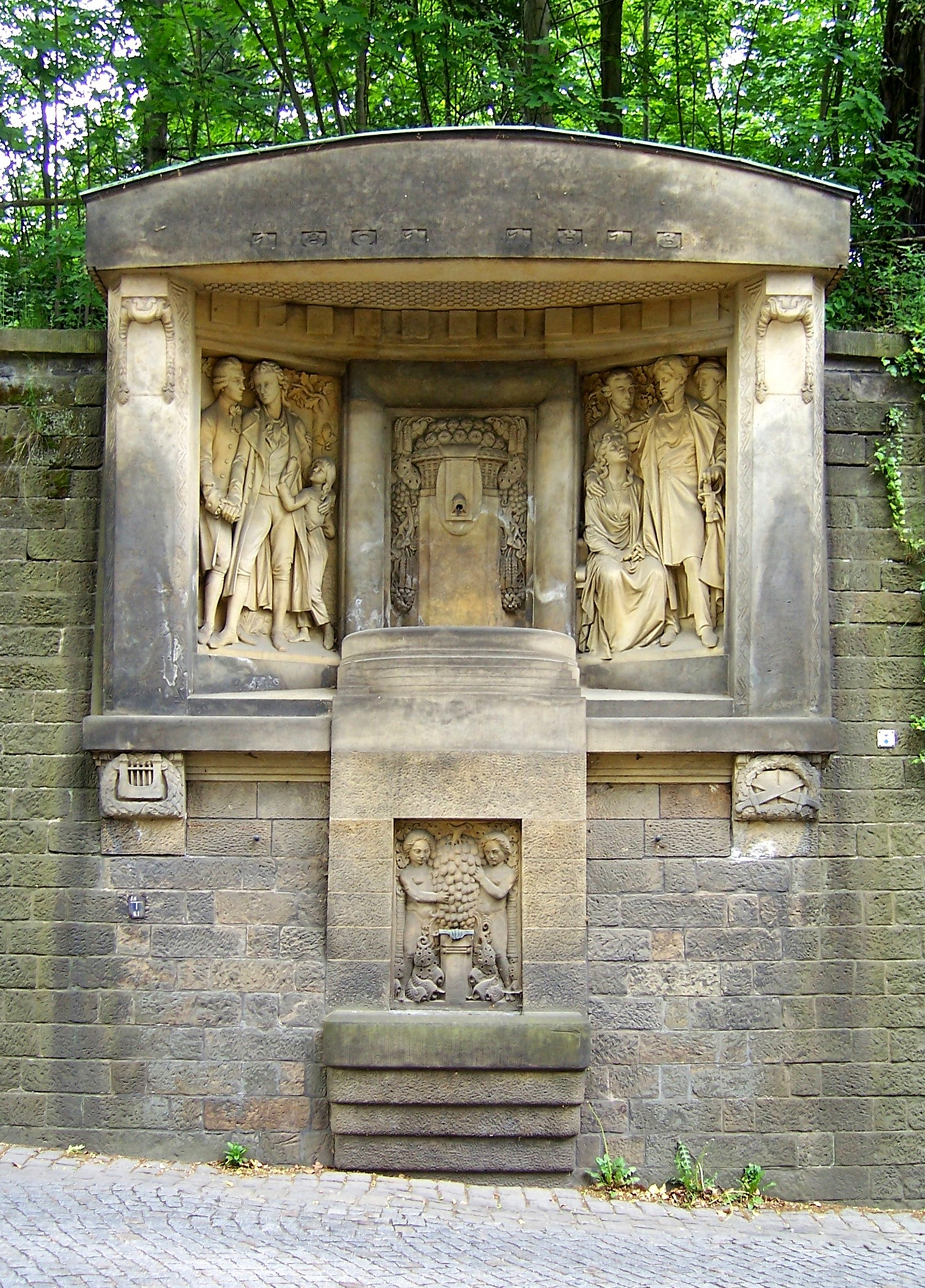
Schiller-Körner-Denkmal

## Leben

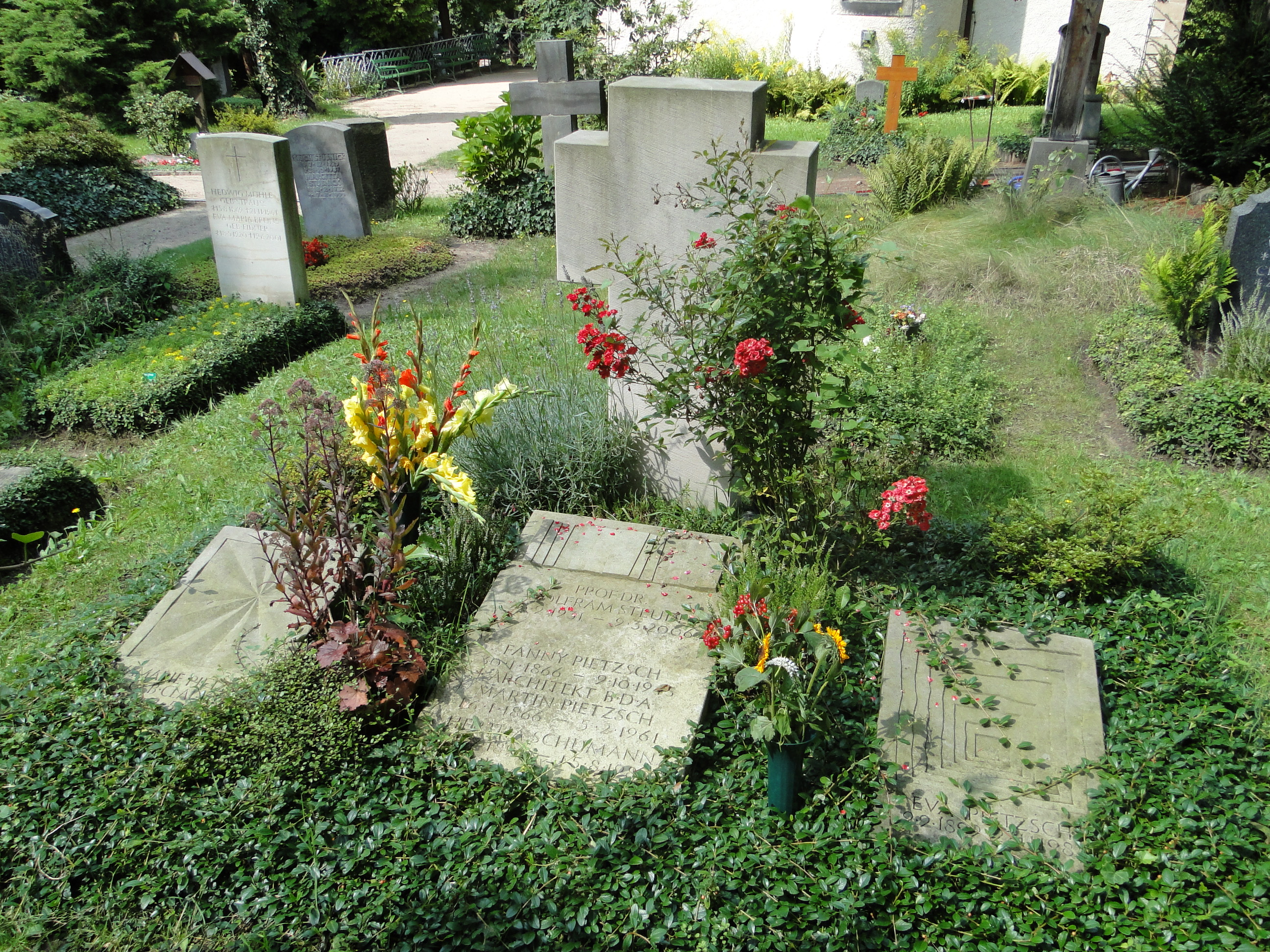
Grab von Martin Pietzsch auf dem Loschwitzer Friedhof

Sein Vater Richard Pietzsch (1836–1876) gründete 1865 die „ländliche Lehr- und Erziehungsanstalt für Knaben in Blasewitz bei Dresden“ (Loschwitzer Str. 1–3).
Als Fünfzehnjähriger begann Pietzsch eine Lehre als Zimmermann. Im Anschluss daran besuchte er das Technikum in Buxtehude, das er mit einem Abschluss als Baumeister verließ. Danach absolvierte er Praktika in Baubüros in Mainz und Dresden (Architekturbüro von Haenel und Dressler). In Dresden besuchte er ab 1886 Vorkurse an der Königlichen Akademie für Bildende Künste u. a. bei Friedrich Preller d. J. Von 1888 bis 1891 studierte er dort als Meisterschüler bei Constantin Lipsius. Nach dem Studienabschluss arbeitete er zunächst in München bei Heilmann & Littmann und 1892 bis 1894 in Budapest im Büro des deutschstämmigen Architekten Arthur Meinig, der vor allem Stadtpalais und Landsitze für die ungarische Aristokratie entwarf.
Im Jahre 1894 unternahm er eine ausgedehnte Studienreise nach Italien, die ihn u. a. nach Venedig, Rom, Neapel, Siena, und Florenz führte. 1895 gründete er dann sein eigenes Büro in Blasewitz. Zunächst entwarf er einige Villen auf den väterlichen Grundstücken. Angelehnt an Formen der italienischen Frührenaissance fand er seinen eigenen Stil und entwarf zahlreiche Villen und Kinos in Dresden.
Pietzsch war seit 1897 mit Fanny Clauß (1866–1945) verheiratet, mit der er vier Kinder hatte (Claus, Hertha, Eva und Sybille) und lebte seit 1900 bis zu seinem Tod 1961 im „Kleinen Künstlerhaus“ in der Pillnitzer Landstraße 57. Sein Grab befindet sich auf dem Loschwitzer Friedhof. Pietzsch ist der Vater der Schauspielerin, Architektur- und Kunsthistorikerin Sibyl Moholy-Nagy und der Großvater von Wolfram Steude.
Der Nachlass von Martin Pietzsch wurde am 8. Mai 2018 an das Archiv der Stiftung Sächsischer Architekten in Dresden, Goetheallee 37 übergeben.

## Darstellung Pietzschs in der bildenden Kuns
- Hanna Hausmann-Kohlmann: Martin Pietzsch (1942, Scherenschnitt)[2]

## Bauten (Auswahl)

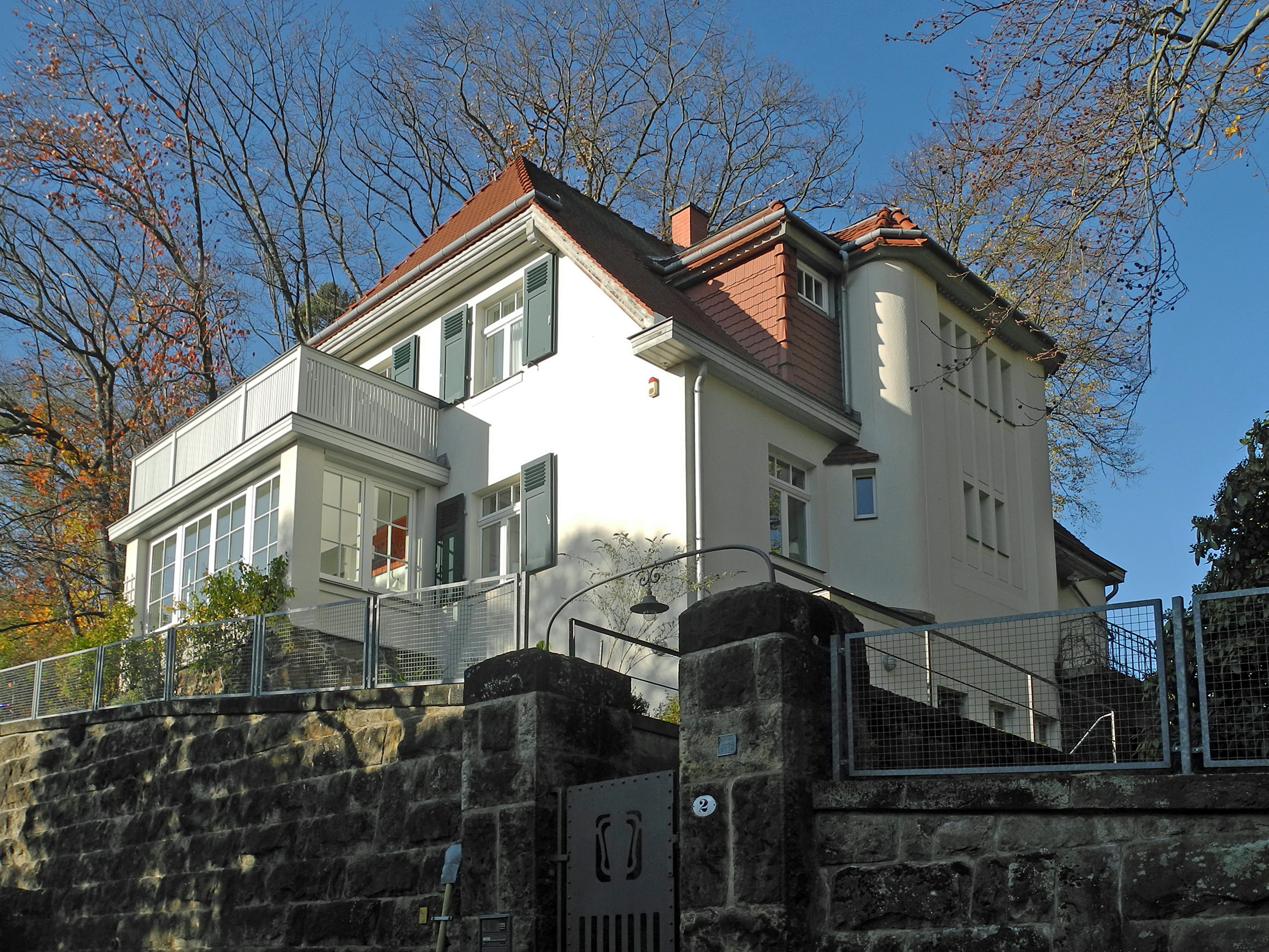
Haus Sammann in Loschwitz, Sonnenleite 2

- 1895: Villa in Dresden-Blasewitz, Mendelssohn-Allee 40
- 1896: Wohnhaus für zwei Familien in Dresden-Blasewitz, Wägnerstraße 1[1]
- 1896/97: Villa Osteck in Dresden-Blasewitz, Mendelssohn-Allee 38[1]
- 1897: Künstlerhaus in Loschwitz in Dresden-Loschwitz, Pillnitzer Landstraße 59
- 1899–1900: Kleines Künstlerhaus in Dresden-Loschwitz, Pillnitzer Landstraße 57[1]
- 1900/01: Haus Oertel in Dresden-Loschwitz, Körnerweg 2[1]
- 1901/02: Gaststätte Loschwitzhöhe, Oeserstraße 17 (1977 abgerissen)[3]
- 1902: Wohn- und Atelierhaus Hans Unger in Dresden-Loschwitz, Kügelgenstraße 6[1]
- 1902/03: Landhaus Oskar Richter in Dresden-Loschwitz, Robert-Diez-Straße 11[1]
- 1903: Haus Hermann in Dresden-Loschwitz, Grundstraße 85 (Um- und Erweiterungsbau)[1]
- 1904: Villa Barthel in Dresden-Blasewitz, Wägnerstraße 8[1]
- 1905: Mietshaus Wägnerstraße 18 in Dresden-Blasewitz, Wägnerstraße 18[1]
- 1906/07: Villa Charlottenstraße 34 im Dresdner Waldschlösschenviertel (für Alfred Grumbt)
- 1907/08: Landhaus Elisabeth Thomas in Dresden-Loschwitz, Kotzschweg 30[1]
- 1907–1909: Villa Emil Richter in Dresden-Loschwitz, Robert-Diez-Straße 9[1]
- 1907–1909: Elektrizitätswerk »Elektra« der Standseilbahn in Dresden-Loschwitz, Bergbahnstraße 9[1]
- 1908/09: Villa für den Major Oskar Ehlert in Dresden, Angelikastraße 4
- 1910: Wohnhaus in Dresden-Loschwitz, Robert-Diez-Straße 1[3]
- 1911: Filmpalast U.T. in Dresden, Waisenhausstraße 21–22 (1945 zerstört)[4]
- 1912: Schiller-Körner-Denkmal in Dresden-Loschwitz, Schillerstraße[1]
- 1913/14: Landhaus Heyn in Dresden-Loschwitz, Kotzschweg 16[1]
- 1915/16: Landhaus Booch in Dresden-Loschwitz, Malerstraße 7[1]
- 1920: Kino Fürstenhof-Lichtspiele in Dresden-Johannstadt, Striesener Straße 32[5]
- 1921: Gedenkstein in Dresden-Loschwitz, Pillnitzer Landstraße Ecke Calberlastraße[1]
- 1923: Haus Sammann in Dresden-Loschwitz, Sonnenleite 2[1]
- 1925: Kino Capitol in Dresden, Prager Straße 31 (1945 zerstört)[6]
- 1926: Tagesfilmtheater TB in Dresden-Neustadt, am Bischofsplatz[7]
- 1926: Kino Gloria-Palast in Dresden-Striesen (1945 zerstört)[8]
- 1926: Wohn- und Atelierhaus des Bildhauers und Malers Gustav Bach (1871–1954) in Dresden-Rochwitz, Karpatenstraße 12
- 1927: Kino Schauburg in Dresden-Neustadt
- 1929: Kino Faunpalast in Dresden-Pieschen[9]
- 1936: Haus Harnisch in Dresden-Loschwitz, Stürenburgstraße 6[1]

## Ehrungen
- Große Silberne Medaille der Dresdner Kunstakademie
- Goldene Medaille der Louisiana Purchase Exhibition in St. Louis 1904
- Goldene Medaille der Internationalen Baufach-Ausstellung in Leipzig 1913